# Bryn Terfel
Sir Bryn Terfel Jones, CBE, (pronunciació gal·lesa: [ˈbrɨn ˈtɛrvɛl]), conegut profesionalment com a Bryn Terfel   (Pant Glas, 9 de novembre de 1965), és un baix-baríton gal·lès. Terfel es va associar inicialment amb els papers de Mozart, particularment Figaro, Leporello i Don Giovanni, però posteriorment ha desplaçat la seva atenció cap a papers més pesats, especialment els de Puccini i Wagner.

## Biografia
Bryn Terfel Jones va néixer a Pant Glas, Caernarfonshire, Gal·les, fill d'un granger. La seva primera llengua és el gal·lès. Per evitar confusions amb un altre baríton gal·lès de nom semblant, Delme Bryn-Jones, va triar Bryn Terfel com a nom professional. Des de molt jove va tenir interès i talent per la música. Un amic de la família li va ensenyar a cantar, començant per cançons tradicionals gal·leses.
Després de guanyar nombrosos concursos de cant, es va traslladar a Londres el 1984 i va ingressar a la Guildhall School of Music and Drama on va estudiar amb Rudolf Piernay, i d'on es va graduar el 1989 amb una medalla d'or. Va obtenir el segon lloc darrere de Dmitri Hvorostovski a la BBC Cardiff Singer of the World competition el mateix any, però va guanyar el Premi Lieder.

## Honors
- 1989: Medalla d'or de la Guildhall School of Music and Drama
- 1993: Premi Internacional de Música Clàssica, „Newcomer of the Year“
- 1997: Premi Grammy, „Best Classical Vocal Performance“
- 2003: Orde de l'Imperi Britànic, CBE
- 2004: 5 Classical Brit Awards, „Artist of the Year“
- 2005: 6 Classical Brit Awards, „Artist of the Year“
- 2006: Premi Shakespeare de la Fundació Toepfer d'Hamburg
- 2006: Echo Klassik, "Cantant de l'any"
- 2006: Her Majesty’s Medal for Music
- 2013: Premi Grammy, "Millor enregistrament d'òpera"
- 2013: International Opera Award, nominació al millor cantant
- 2017: Knight Bachelor[4]
- 2022: Atorgament del títol professional de kammersänger austríac[5][6]